# كولبيورن هاوغ
كولبيورن هاوغ (بالنرويجية البوكمول: Kolbjørn Hauge)‏ هو كاتب وفلاح نرويجي، ولد في 2 أبريل 1926 في Finnøy ‏ في النرويج، وتوفي في 15 أغسطس 2007.